# Ardales
Ardales er en by og kommune i det sydlige Spanien i provinsen Málaga. Den har et indbyggertal på 2.516 (2024) indbyggere.